# Kulki (województwo pomorskie)
Kulki – osada kaszubska w Polsce położona w województwie pomorskim, w powiecie chojnickim, w gminie Chojnice. 
Kulki to miejsce obecnie niezabudowane (uroczysko) położone w pobliżu rzeki Chociny na zachodnim krańcu Zaborskiego Parku Krajobrazowego. 
W latach 1975–1998 miejscowość administracyjnie należała do województwa bydgoskiego.